# Time de basquete masculino do Butler Bulldogs na temporada 2014–15
O time de basquete masculino do Butler Bulldogs de 2014-15 representou a Universidade Butler (de Indianapolis, Indiana) na temporada 2014-15 da NCAA Division I de basquete masculino.
Seu treinador principal foi Chris Holtmann, que assumiu como treinador interino depois que Brandon Miller pediu e recebeu uma licença médica da universidade. Holtmann foi nomeado Head Coach em 2 de janeiro de 2015, tornando-se o 23º treinador da equipe de basquete masculino de Butler.
Os Bulldogs jogaram seus jogos em casa no estádio Hinkle Fieldhouse, que tem capacidade para aproximadamente 9 100 pessoas. Esta foi a segunda temporada de Butler na Conferência do Big East. Eles terminaram a temporada 23-11, 12-6 no Big East Play e acabaram empatados em segundo lugar. Os Bulldogs perderam nas quartas de final do Torneio do Big East para os Xavier Musketeers. Pelo desempenho, eles receberam uma grande oferta para o Torneio NCAA como uma semente #6 e derrotaram o Texas na Segunda Rodada antes de perder na Terceira Rodada para o Notre Dame Fighting Irish.

## Temporada anterior
Os Bulldogs terminaram a temporada 2013-14 com um recorde de 14-17, 4-14 no Big East e terminaram em nono lugar. Eles perderam na primeira rodada do Torneio do Big East para o Seton Hall.

## Período entre temporadas

### Contratações em 2014
A busca de contratações na primavera pela Universidade Butler em 2014 foi atrapalhada por problemas pós-temporada de 2013-14, com toda a classe de calouros exceto Andrew Chrabascz e o walk-on Steven Bennett optando por se transferir do programa junto com Devontae Morgan da classe do segundo ano. Os Bulldogs ganharam um tamanho considerável na quadra da frente nesta temporada, trazendo três atacantes calouros que variam de 1,98 m a 2,03 m e o pequeno atacante Austin Etherington, uma transferência júnior de camisa vermelha de Indiana que era imediatamente autorizado para jogar. Outro destaque da busca de contratações na primavera de Butler foi a adição do armador all-american Tyler Lewis, do McDonald's, que optou por se transferir da NC State, ficaria fora por um ano e começaria a jogar na temporada 2015-16 pelos regulamentos da NCAA.

### Transferências
Após o término da temporada anterior, quatro jogadores anunciaram a transferência. O guarda do segundo ano Devontae Morgan, o calouro atacante Nolan Berry, o calouro Elijah Brown e o calouro Michael Volovic anunciaram suas transferências em vários momentos da pós-temporada.

## Quadro final de jogadores
...

## Classificação
...

### Premiação
...

## Pós-temporada 2014-15
Como parte do final de semana final quatro, em 2 de abril Alex Barlow representou Butler na State Farm 2015 College Slam Dunk e na competição de três pontos. Depois de avançar nas duas primeiras rodadas, Barlow encontrou Kevin Pangos na rodada final, ficando com uma vantagem pequena, 22-21. O estádio Hinkle Fieldhouse lotado explodiu em aplausos para o sênior graduado, um favorito dos fãs. Outro sênior de Butler, Kameron Woods, participou do Reese's College All-Star Game no East Team, juntando-se a outros cinco jogadores do Big East na lista. Embora o Leste tenha perdido para o Oeste por 109-87, Woods dominou o jogo, pegando 14 rebotes - seis a mais que qualquer outro jogador.